# Hadrodontes usambarensis
Hadrodontes usambarensis är en fjärilsart som beskrevs av Van Someren 1963. Hadrodontes usambarensis ingår i släktet Hadrodontes och familjen praktfjärilar. Inga underarter finns listade i Catalogue of Life.